# Чиндант 1-й
Чинда́нт 1-й — село в Ононском районе Забайкальского края России, административный центр Чиндантского сельского поселения.

## Географическое положение
Село расположено в северной части Ононского района, на расстоянии примерно 19 км на восток-северо-восток по прямой от села Нижний Цасучей, административного центра района.

### Климат
Климат резко континентальный с длительной (чуть меньше 180 дней) холодной зимой, заметно меньшим по продолжительности (в среднем 110—112 дней) и сравнительно тёплым летом, короткими (до 35-40 дней) переходными сезонами года, недостаточным количеством осадков, особенно в зимнее, весеннее и раннелетнее время. Средняя температура воздуха по району составляет — 1,8 °С, −1,4 °С. Средняя январская температура воздуха составляет −24 °С, −26 °С при абсолютном минимуме — 52 °С. Средняя июльская температура воздуха варьирует от +18 °С до +20 °С при абсолютном максимуме+40 °С.

## История
В XVIII веке на месте села существовал казачий караул. С 1851 года — станица Забайкальского казачьего войска. В советское время работали колхоз «Восход», позже — СХА им. Ф. Э. Дзержинского, колхоз им. Сталина.

## Население
| 1989 | 2002 | 2010 | 2021 |
| ---- | ---- | ---- | ---- |
| 864  | ↘676 | ↘619 | ↘495 |

### Национальный состав
Согласно результатам переписи 2002 года, в национальной структуре населения русские составляли 85 % из 676 чел.

## Известные уроженцы
- Власьевский, Лев Филиппович (1884—1946) — русский военачальник, генерал-лейтенант Белой армии.